# Kúposfejű delfin
A kúposfejű delfin (Orcaella brevirostris) az emlősök (Mammalia) osztályának párosujjú patások (Artiodactyla) rendjébe, ezen belül a delfinfélék (Delphinidae) családjába tartozó faj.
Nemének a típusfaja.

## Előfordulása
Délkelet-Ázsia partjainak közelében – például a Bengáli-öbölben, továbbá Visakhapatnam és Szingapúr térségében – honos. A sós és édesvízben egyaránt megél, de leginkább a kettő átmenetét kedveli, ezért előszeretettel él folyótorkolatok öbleiben és például a Csilka-lagúnában.

## Megjelenése
A kifejlett állat testhossza 2,1-2,3 méter, testtömege 90-200 kilogramm. Mint neve is elárulja, feje kúpos, gömbölyded. Teste sötét grafit-szürke, hasa kissé világosabb tónusú.

## Életmódja
Kisebb csoportokban él. Halakkal, fejlábúakkal és rákokkal táplálkozik.

## Védettsége
A WWF szerint kritikusan veszélyeztetett faj. Legnagyobb veszélyt a halászhálók, illetve a dinamittal való halászat jelenti.

## Források

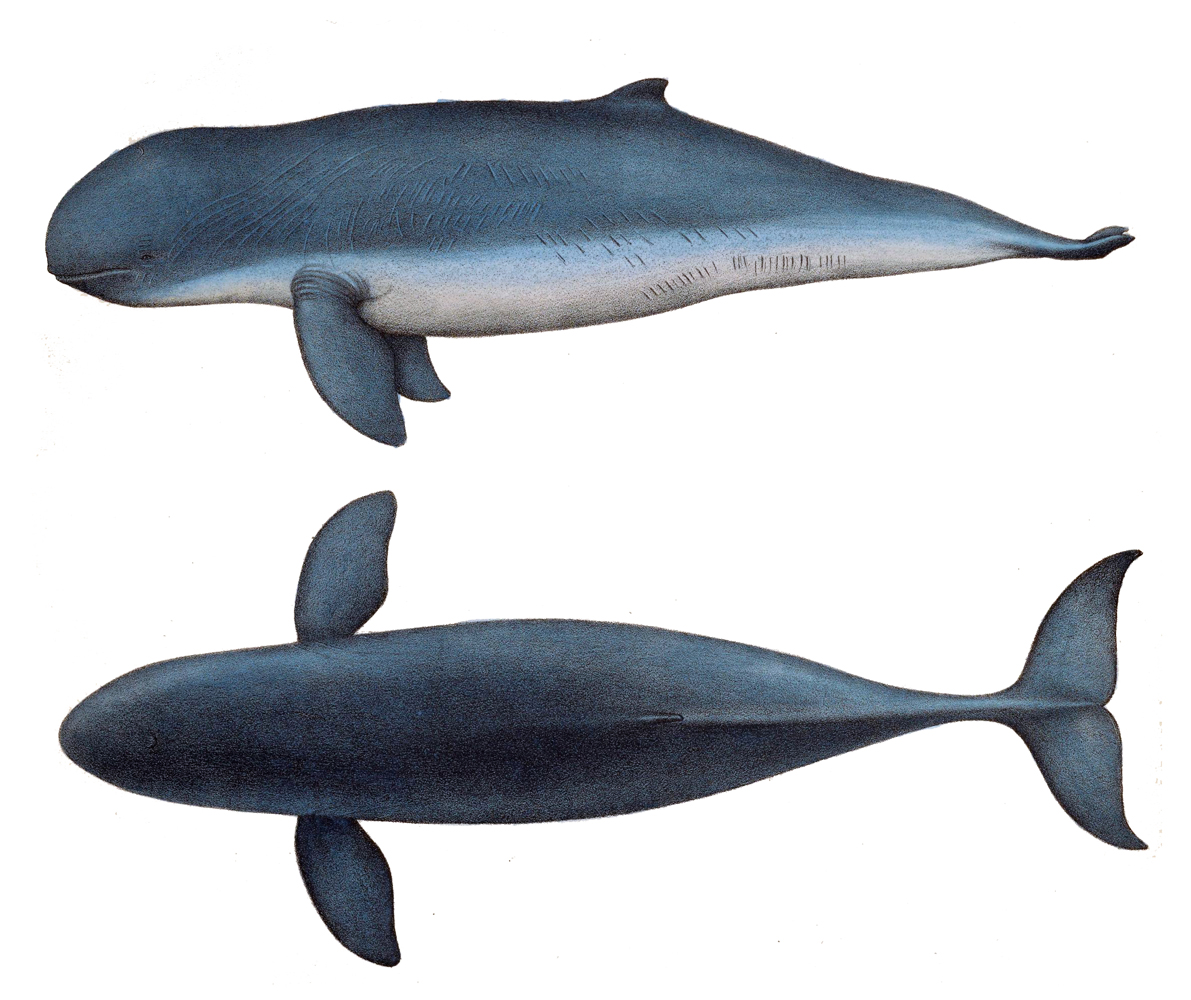
Kúposfejű delfin egy 1878-as ábrázoláson